# Balecium
Balecium (łac. Diocesis Baleciensis) – stolica historycznej diecezji w Dalmacji Superiore, sufragania również historycznej archidiecezji Doclea, współcześnie miejscowość Baleš, w obwodzie Szkodra, w Albanii. Obecnie katolickie biskupstwo tytularne.

## Historia
Diecezja Drivastum została erygowana w XIII w. Od 1489, na skutek najazdu tureckiego skasowana. Stolica tytularna ustanowiona została w 1933.

## Biskupi tytularni
| Lp. | Biskup                | Funkcja                                    | Od                   | Do                |
| --- | --------------------- | ------------------------------------------ | -------------------- | ----------------- |
| 1   | Johannes Theodor Suhr | wikariusz apostolski Danii                 | 13 grudnia 1938      | 29 kwietnia 1953  |
| 2   | Agostino Baroni       | wikariusz apostolski Chartumu (Sudan)      | 29 czerwca 1953      | 12 grudnia 1974   |
| 3   | Amaury Castanho       | biskup pomocniczy Sorocaba (Brazylia)      | 19 lipca 1976        | 30 listopada 1979 |
| 4   | Claude Feidt          | biskup pomocniczy Chambéry (Francja)       | 5 lipca 1980         | 16 lutego 1985    |
| 5   | Peter Kang U-il       | biskup pomocniczy Seulu (Korea Południowa) | 21 grudnia 1985      | 15 lipca 2002     |
| 6   | Franz Lackner         | biskup pomocniczy Graz-Seckau (Austria)    | 23 października 2002 | 18 listopada 2013 |
| 7   | Herwig Gössl          | biskup pomocniczy Bambergu (Niemcy)        | 24 stycznia 2014     | 9 grudnia 2023    |
| 8   | Reynaldo Bersabal     | biskup pomocniczy Sacramento (USA)         | 20 kwietnia 2024     |                   |